# Chondrilla chondrilloides
Il lattugaccio dei torrenti (nome scientifico Chondrilla chondrilloides (Ard.) H. Karst., 1883) è una specie di pianta angiosperma dicotiledone della famiglia delle Asteraceae.

## Etimologia
Il nome generico (Chondrilla) deriva dal nome greco di indivia o cicoria (le piante di questo genere sono molto simili alla cicoria); mentre il nome comune (chondrilloides) significa "simile a chondrilla".
Il binomio scientifico della pianta di questa voce è stato proposto inizialmente nel 1764 dall'agronomo, botanico e naturalista italiano Pietro Arduino (Caprino Veronese, 18 luglio 1728 – Padova, 13 aprile 1805) con il nome scientifico di Prenanthes chondrilloides (basionimo), perfezionato successivamente nell'attuale nome dal botanico e geologo tedesco Gustav Karl Wilhelm Hermann Karsten  (1817-1908) nella pubblicazione "Deutsche Flora. Pharmaceutisch-medicinische Botanik - 1139" del 1883.

## Descrizione

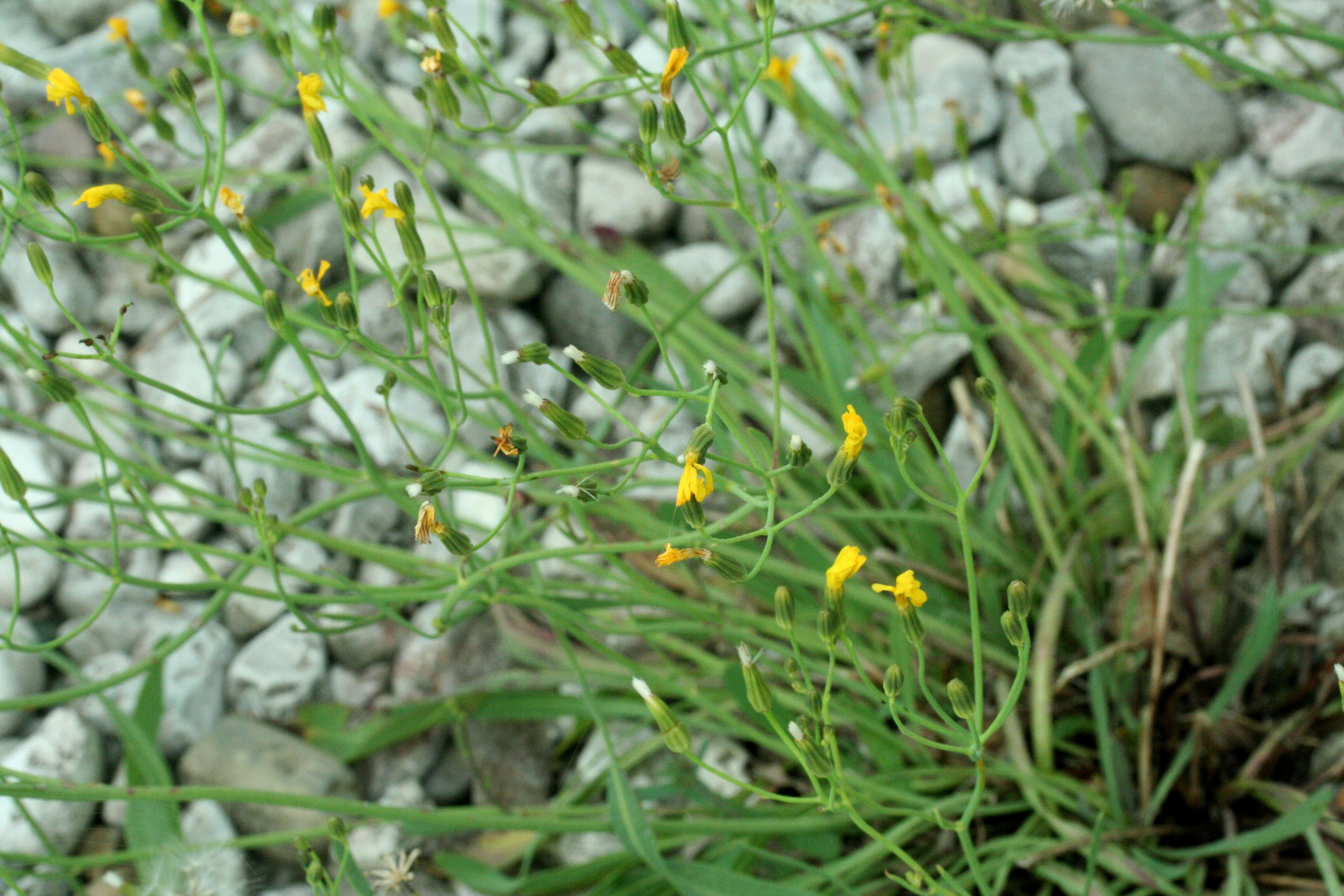
Il portamento
Giardino Botanico Alpino "Giangio Lorenzoni", Pian Cansiglio, Tambre d'Alpago (BL), 1000 m s.l.m. - 28/07/2012

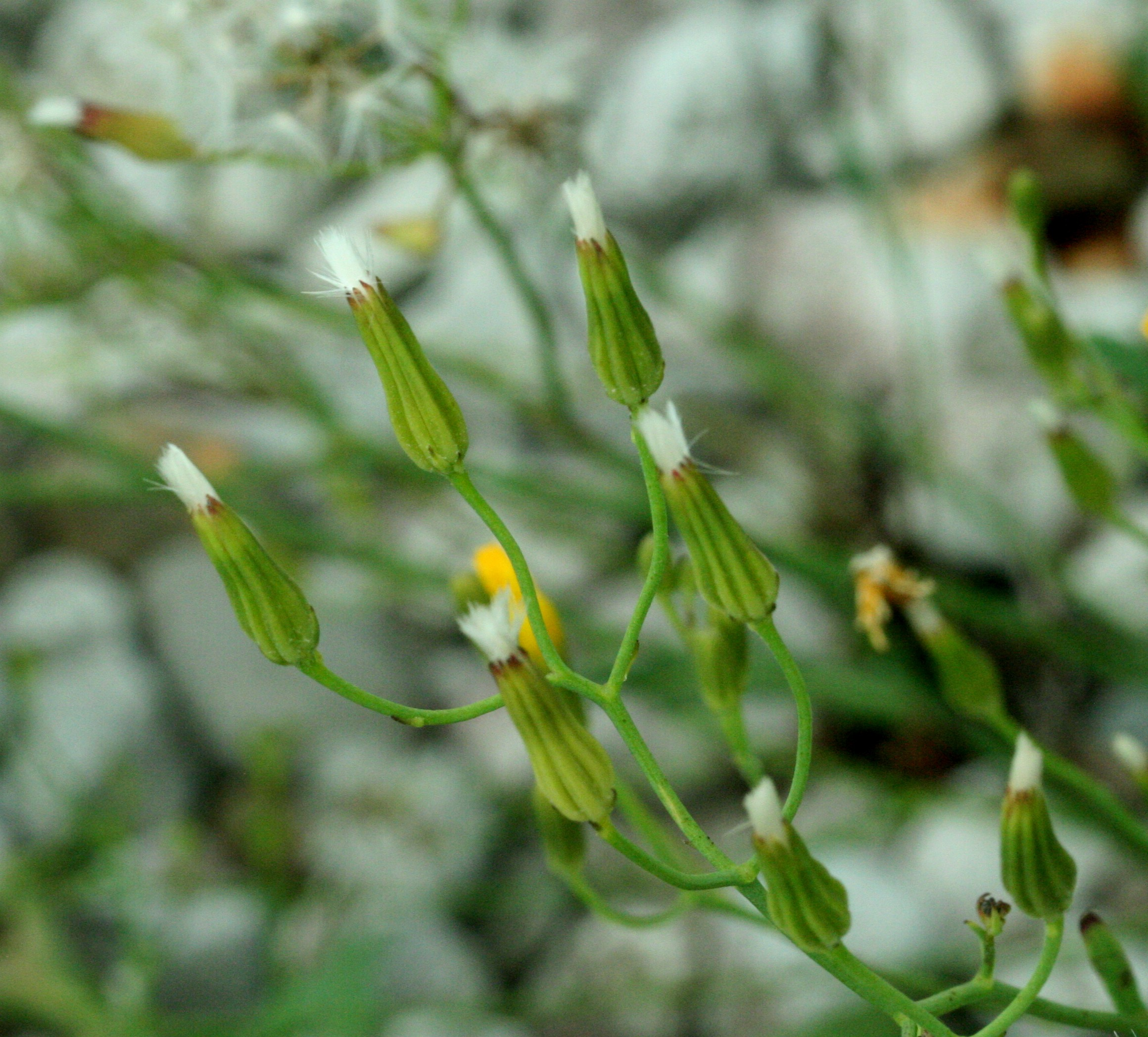
Infiorescenza
Giardino Botanico Alpino "Giangio Lorenzoni", Pian Cansiglio, Tambre d'Alpago (BL), 1000 m s.l.m. - 28/07/2012

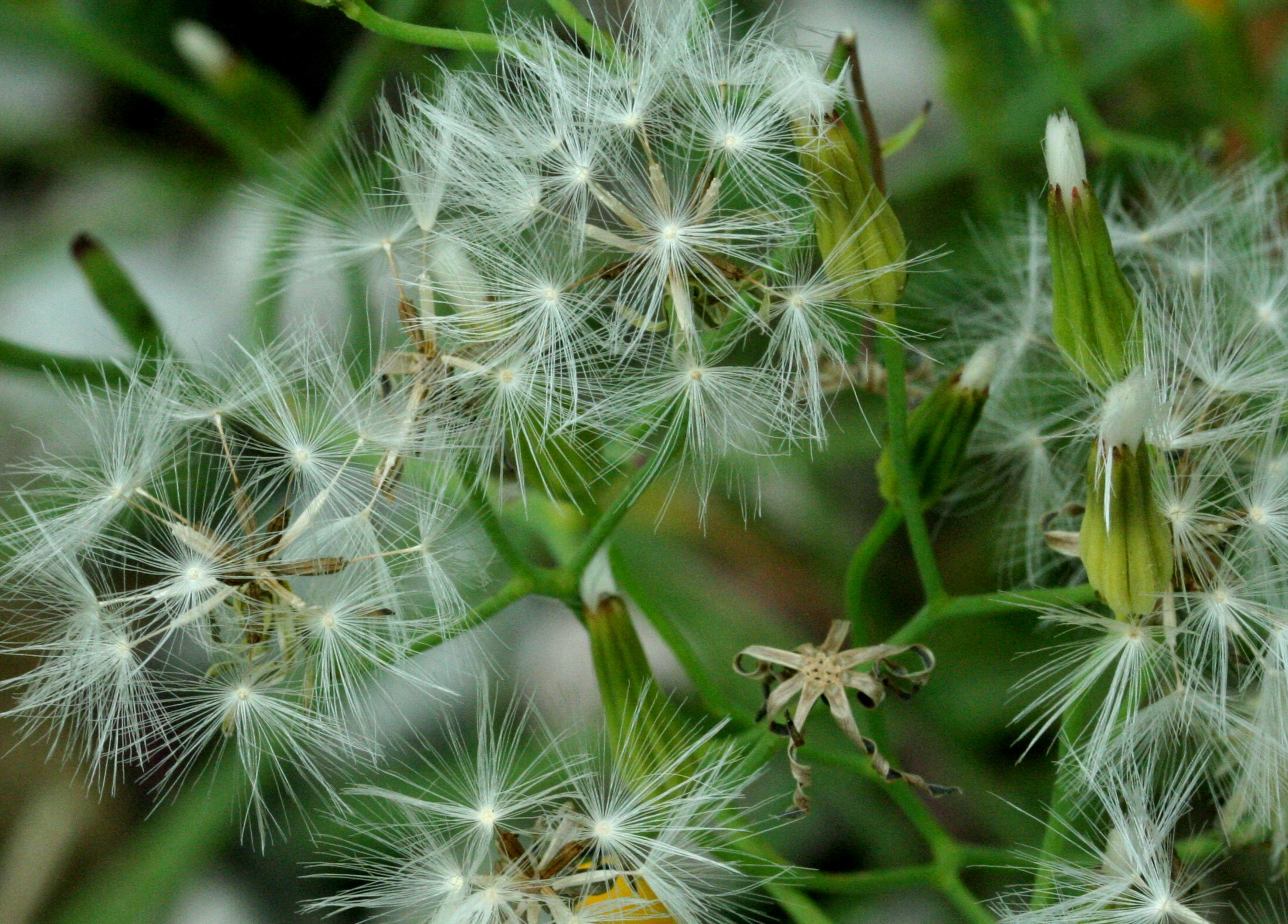
I frutti con il pappo
Giardino Botanico Alpino "Giangio Lorenzoni", Pian Cansiglio, Tambre d'Alpago (BL), 1000 m s.l.m. - 28/07/2012

Habitus. La forma biologica di questa specie è emicriptofita scaposa (H scap), ossia sono piante erbacee, a ciclo biologico perenne (in qualche caso bienne), con gemme svernanti al livello del suolo e protette dalla lettiera o dalla neve e sono dotate di un asse fiorale eretto e spesso privo di foglie. Tutta la pianta è generalmente glabra.
Radici. Le radici sono dei fittoni legnosi e ramificati all'apice.
Fusto. La parte aerea del fusto è eretta con superficie glabra e liscia o finemente striata. La ramosità si sviluppa nella parte superiore della pianta. Queste piante arrivano al massimo ad una altezza compresa tra 0,5 - 3,5 dm.
Foglie. Le foglie, glauche su entrambe le superfici, si dividono in basali e cauline. Le foglie basali hanno una lamina a forma da lineare-spatolata a strettamente obovata con bordi interi o percorsi da dentelli distanziati; sono persistenti alla fioritura. Dimensioni delle foglie basali: larghezza 3 – 13 mm; lunghezza 30 – 90 mm. Le foglie cauline hanno una forma lineare e sono progressivamente più ridotte (quelle più vicine all'infiorescenza sono ridotte a delle squame). Lunghezza delle foglie cauline: 3 – 18 mm.
Infiorescenza. Le infiorescenze sono composte da diversi capolini lungamente peduncolati formanti corimbi lassi. Il peduncolo può essere ricoperto da brevi squame. I capolini sono formati da un involucro a forma cilindrica composto da brattee (o squame) all'interno delle quali un ricettacolo fa da base ai fiori tutti ligulati. Le squame divise in due serie si distinguono in superiori e inferiori: quelle inferiori sono lunghe 1 mm; quelle superiori (circa 9) hanno una forma da lineare a lanceolate. Dimensioni delle squame superiori: larghezza 0,8 mm; lunghezza 8 – 9 mm. Diametro dei capolini: 1,5 - 2,0 cm. Lunghezza del peduncolo: 1 – 4 cm. Dimensioni dell'involucro: larghezza 3 – 5 mm; lunghezza 8 –11 mm.
Fiori. I fiori sono tutti del tipo ligulato (il tipo tubuloso, i fiori del disco, presente nella maggioranza delle Asteraceae, qui è assente), sono tetra-ciclici (ossia sono presenti 4 verticilli: calice – corolla – androceo – gineceo) e pentameri (ogni verticillo ha 5 elementi). I fiori sono ermafroditi e zigomorfi.
- Formula fiorale:

*/x K {\displaystyle \infty }, [C (5), A (5)], G 2 (infero), achenio
- Calice: i sepali del calice sono ridotti ad una coroncina di squame.
- Corolla: le corolle sono formate da una ligula terminante con 5 denti; il colore è giallo; lunghezza del fiore: 13 – 14 mm.
- Androceo: gli stami sono 5 con filamenti liberi, mentre le antere sono saldate in un manicotto (o tubo) circondante lo stilo.[15] Le antere sono gialle e prive di codette e alla base sono acute. Il polline è tricolporato.[16]
- Gineceo: lo stilo è filiforme con peli sul lato inferiore degli stigmi;  gli stigmi dello stilo sono due divergenti. L'ovario è infero uniloculare formato da 2 carpelli.
- Fioritura: da giugno ad agosto.

Frutti. I frutti sono degli acheni con pappo. L'achenio ha una forma simile ad una navicella (cimbiforme) con un rostro di 4 mm e un prolungamento (becco, lievemente più corto del corpo) alla fine del quale è inserito il pappo. Il pappo è niveo. Lunghezza dell'achenio: 5 – 6 mm. Lunghezza del pappo: 5 – 6 mm.

## Biologia
- Impollinazione: l'impollinazione avviene tramite insetti (impollinazione entomogama tramite farfalle diurne e notturne).
- Riproduzione: la fecondazione avviene fondamentalmente tramite l'impollinazione dei fiori (vedi sopra).
- Dispersione: i semi (gli acheni) cadendo a terra sono successivamente dispersi soprattutto da insetti tipo formiche (disseminazione mirmecoria). In questo tipo di piante avviene anche un altro tipo di dispersione: zoocoria. Infatti gli uncini delle brattee dell'involucro si agganciano ai peli degli animali di passaggio disperdendo così anche su lunghe distanze i semi della pianta.

## Distribuzione e habitat

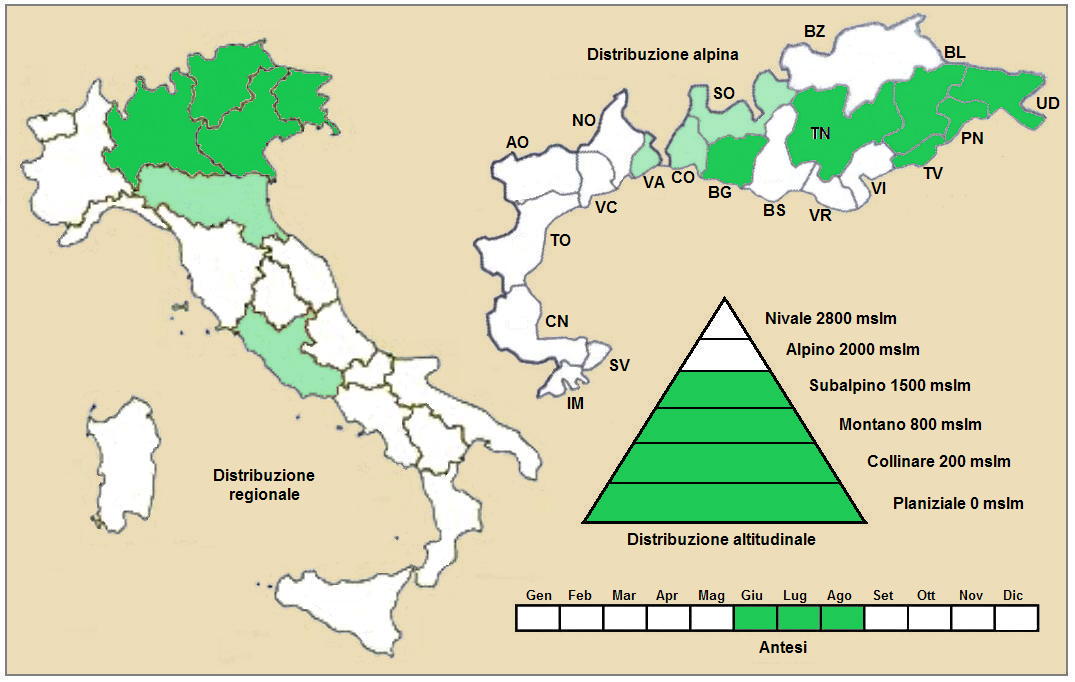
Distribuzione della pianta
(Distribuzione regionale – Distribuzione alpina)

- Geoelemento: il tipo corologico (area di origine) è Endemico - Est Alpico / Appenninico.
- Distribuzione: in Italia si trova (ma raramente) nelle Alpi Orientali e centrali. Nelle Alpi oltre confine si trova in Svizzera (cantone Grigioni) e in Austria (Länder del Vorarlberg, Tirolo Settentrionale, Tirolo Orientale, Carinzia) e in Slovenia.[18] Nel resto dell'Europa si trova anche in Germania.[11]
- Habitat: l'habitat tipico sono i greti dei torrenti montani, le pietraie e le ghiaie, gli ambienti sabbioso-ciottolosi; questa pianta tollera l'azione meccanica delle acque ed eventuali sommersioni durante i periodi di piena.[12] Il substrato preferito è calcareo con pH basico, bassi valori nutrizionali del terreno che deve essere mediamente umido.[18]
- Distribuzione altitudinale: sui rilievi queste piante si possono trovare fino a 1.600 m s.l.m.; frequentano quindi i seguenti piani vegetazionali: collinare, montano e subalpino (oltre a quello planiziale – a livello del mare).

### Fitosociologia

#### Areale alpino
Dal punto di vista fitosociologico alpino la specie di questa scheda appartiene alla seguente comunità vegetale:
Formazione: delle comunità delle fessure, delle rupi e dei ghiaioni
Classe: Thlaspietea rotundifolii
Ordine: Epilobietalia fleischeri
Alleanza: Epilobion fleischeri

#### Areale italiano
Per l'areale completo italiano Chondrilla chondrilloides appartiene alla seguente comunità vegetale:
Macrotipologia: vegetazione casmofitica, glareicola ed epifitica.
Classe: Thlaspietea rotundifolii Br.-Bl., 1948
Ordine: Epilobietalia Fleischeri Moor, 1958
Alleanza: Epilobion fleischeri G. Braun-Blanquet ex Br.-Bl., 1949
Descrizione. L'alleanza Epilobion fleischeri è relativa alle comunità erbacea perenne, su terreni alluvionali sassosi e ghiaiosi in presenza di corsi d’acqua a regime torrentizio in cui si alternano fasi di inondazione e fasi di disseccamento. Il piano climatico è più o meno quello mesotemperato. La copertura di questa comunità è discontinua, prevalentemente costituita da emicriptofite con un numero limitato di specie. Distribuzione: l’alleanza, tipica della regione alpina, è rara in Appenino.
Specie presenti nell'associazione:  Epilobium fleischeri, Epilobium dodonaei, Scrophularia canina, Scrophularia juratensis, Hieracium piloselloides, Chondrilla chondrilloides, Salix purpurea, Salix elaeagnos, Galeopsis angustifolia, Myricaria germanica e Erigeron angulosus.

## Tassonomia
La famiglia di appartenenza di questa voce (Asteraceae o Compositae, nomen conservandum) probabilmente originaria del Sud America, è la più numerosa del mondo vegetale, comprende oltre 23.000 specie distribuite su 1.535 generi, oppure 22.750 specie e 1.530 generi secondo altre fonti (una delle checklist più aggiornata elenca fino a 1.679 generi). La famiglia attualmente (2021) è divisa in 16 sottofamiglie.
Il genere Chondrilla comprende una trentina di specie, due delle quali sono presenti sul territorio italiano.

### Filogenesi
Il genere di questa voce appartiene alla sottotribù Chondrillinae della tribù Cichorieae (unica tribù della sottofamiglia Cichorioideae). In base ai dati filogenetici la sottofamiglia Cichorioideae è il terz'ultimo gruppo che si è separato dal nucleo delle Asteraceae (gli ultimi due sono Corymbioideae e Asteroideae). La sottotribù Chondrillinae fa parte del "quarto" clade della tribù; in questo clade è in posizione "centrale" vicina alle sottotribù Crepidinae (insieme formano un "gruppo fratello").
La sottotribù è formata da tre generi: Chondrilla, Willemetia e Phitosia dalle cui analisi molecolari risulta essere un clade ben supportato. All'interno della sottotribù il genere Chondrilla con il genere Willemetia formano un "gruppo fratello", mentre il genere Phitosia è in una posizione più "basale".
Il genere Chondrilla risulta diviso in due cladi principali, uno comprendente C. chondrilloides (endemico delle Alpi) e C. urumoffii (distribuito nella penisola Balcanica: l'altro clade comprende la specie C. juncea e tutte le altre specie europee e asiatiche.
I caratteri distintivi per le specie di questo genere sono:
- il fogliame di queste piante è ridotto;
- la forma delle foglie in genere è strettamente lineare;
- le infiorescenze sono corimbose terminali;
- i capolini sono pauciflori e lungamente peduncolati;
- gl'involucri hanno una o due serie di brattee;
- gli acheni sono sia omomorfi che eteromorfi;
- gli acheni sono prolungati in un becco alla cui base sono presenti alcuni dentelli.

Pignatti nella "Flora d'Italia" ipotizza che questa specie si sia formata dalla specie congenere Chondrilla juncea L. durante il periodo geologico Quaternario.
Il numero cromosomico della specie è 2n = 10.
Il basionimo per questa specie è:  Prenanthes chondrilloides Ard., 1764.

### Sinonimi
Questa entità ha avuto nel tempo diverse nomenclature. L'elenco seguente indica alcuni tra i sinonimi più frequenti:
- Chondrilla paniculata Lam.
- Chondrilla prenanthes  Steud.
- Chondrilla prenanthoides  Vill.
- Lactuca prenanthoides  Scop.
- Microrhynchus chondrilloides  (Ard.) Sch.Bip.
- Prenanthes chondrilloides  Ard.
- Willemetia prenanthoides  Gren. & Godr.

### Specie simili
Questa specie può essere confusa con la specie congenere Chondrilla juncea L. che si distingue per l'infiorescenza anche ascellare di capolini sessili (non peduncolati) e per la scomparsa della rosetta basale alla fioritura.

Può essere confusa anche con la specie Hieracium piloselloides  Vill. che si distingue per la maggiore altezza (70 cm), le foglie più strette e meno frequenti sul fusto, per l'involucro conico e per gli acheni troncati all'apice (senza becco).

## Altre notizie
La condrilla falsa condrilla in altre lingue è chiamata nei seguenti modi:
- (DE)  Alpen- Knorpellattich, Alpen-Knorpelsalat
- (FR)  Chondrille fausse chondrille